# Episodi di Casa Vianello (ottava stagione)
Questa è la lista degli episodi dell'ottava stagione di Casa Vianello

## Lista episodi
| nº | Titolo episodio           |                  |
| -- | ------------------------- | ---------------- |
| 1  | Auguri e figli maschi     | 4 gennaio 2000   |
| 2  | Il casalingo              | 11 gennaio 2000  |
| 3  | Una stella di nome Sandra | 18 gennaio 2000  |
| 4  | La dottoressa Sandra      | 25 gennaio 2000  |
| 5  | Tutto a metà prezzo       | 1º febbraio 2000 |
| 6  | Perla rara                | 8 febbraio 2000  |
| 7  | L'influenza               | 15 febbraio 2000 |
| 8  | Il garante della famiglia | 22 febbraio 2000 |
| 9  | I due maratoneti          | 29 febbraio 2000 |
| 10 | Sport estremi             | 7 marzo 2000     |
| 11 | Presenze demoniache       | 14 marzo 2000    |
| 12 | L'uovo di Pasqua          | 21 marzo 2000    |
| 13 | La stangata               | 28 marzo 2000    |
| 14 | Il Pelide Achille         | 4 aprile 2000    |
| 15 | Caccia all'ufo            | 11 aprile 2000   |
| 16 | Enoteca Vianello          | 18 aprile 2000   |
| 17 | Poeti e risparmiatori     | 25 aprile 2000   |
| 18 | La cena                   | 2 maggio 2000    |
| 19 | Il fascino dell'oriente   | 9 maggio 2000    |
| 20 | Donne e affari            | 16 maggio 2000   |

## Auguri e figli maschi
Adelaide Frida e Carla Bottini sono due amiche di Sandra che si dedicano ad attività di beneficenza a favore degli extracomunitari e ultimamente si stanno occupando di un caso molto delicato: Isabelita, un'immigrata clandestina sudamericana, è rimasta incinta ma è stata abbandonata dal fidanzato e non può tornare in patria come ragazza madre per non essere ripudiata dalla famiglia. Per risolvere la situazione, le due signore si rivolgono a Raimondo chiedendogli di riconoscere il figlio di Isabelita e l'uomo decide di accettare, credendo che sua moglie sia d'accordo. Sandra però, per una serie di malintesi, non è al corrente della reale situazione e quando Isabelita racconta in giro che il padre del bambino è Raimondo Vianello, le cose si complicano.

## Il casalingo
Sandra e Raimondo annunciano al pubblico di volersi ritirare dalle scene; comincia così una nuova fase della vita dei due coniugi e Raimondo si interessa particolarmente alle faccende domestiche, con grande meraviglia di sua moglie. Quello che Sandra non sa è che in realtà le azioni del marito sono finalizzate a un unico scopo.

## Una stella di nome Sandra
Per hobby, Sandra si dedica all'astronomia e annuncia a Raimondo di voler scoprire una nuova stella per poterle dare il proprio nome. L'uomo allora decide di farle concorrenza e si mette in cerca di un astro a cui poter dare il nome di Kate. La ragazza, nel frattempo, ha scoperto che un maniaco la sta spiando con un cannocchiale e così chiede aiuto al portiere.

## La dottoressa Sandra
L'ultima trovata di Sandra è quella di proporsi ai conoscenti come analista e riceve in casa sua alcune persone desiderose di raccontarle i loro problemi. Nel frattempo il signor Zappa, vicino di casa dei Vianello, si oppone all'installazione di un'antenna parabolica voluta da Raimondo e così quest'ultimo decide di vendicarsi facendo ascoltare a Zappa una seduta analitica in cui sua moglie rivela a Sandra di essere infedele al marito.

## Tutto a metà prezzo
Sandra ha deciso di rinnovare il proprio guardaroba e si è rivolta all'amica Patrizia, proprietaria di una boutique molto esclusiva. Intanto, Arturo chiede a Raimondo un favore: siccome la società di assicurazioni presso la quale lavora sta attraversando un momento difficile, lui ha deciso di arrotondare lo stipendio collaborando con un uomo d'affari che vende abiti firmati a metà prezzo e così chiede all'amico di dargli una mano nella vendita. Raimondo allora cerca di unire l'utile al dilettevole e convince Sandra a lasciar perdere i costosi vestiti di Patrizia e a organizzare un défilé in casa loro per vendere alle sue amiche gli abiti di Arturo.

## Perla rara
Raimondo ha scoperto l'utilità della posta elettronica: con il nickname di "Cuore solitario" si mette in contatto con la bella Kate, "Perla rara", fingendosi una donna in cerca di un'amica con cui confidarsi. La ragazza, ignara di tutto, si mette a chattare con Raimondo, che vuole sfruttare la situazione a suo vantaggio.

## L'influenza
Sandra è a letto con un febbrone. Raimondo risponde al telefono, davanti a lei, a un sondaggio sull'eutanasia e si dichiara favorevolissimo, anzi la cosa gli suggerisce l'idea per una sceneggiatura sull'argomento. Sandra, fraintendendo, si convince che Raimondo la voglia eliminare, e nell'equivoco cade anche la Tata, che casualmente legge le prime pagine della sceneggiatura scritta da Raimondo, scambiandola per un piano per eliminare Sandra. Raimondo è preoccupato per gli strani e sospettosi comportamenti di Sandra e della Tata e decide di convocare uno psichiatra. Ma alla fine chi finisce in manicomio è proprio lui...

## Il garante della famiglia
La tata ha aperto in casa Vianello un'agenzia di reclutamento per colf e chiede a Raimondo di fare da garante per la sua attività; questi, inizialmente perplesso, decide di accettare per poter conoscere delle giovani e belle ragazze.

## I due maratoneti
Gianni, un amico di Raimondo, lo convince a prepararsi per disputare un evento sportivo che potrebbe rilanciare la sua popolarità: una maratona per anziani che si svolge nel deserto. Sandra, per stare vicina al marito, gli comunica di voler gareggiare anche lei, quindi Raimondo cerca di volgere la situazione a suo vantaggio spedendo sua moglie in un posto lontano.

## Sport estremi
Per fare colpo su Kate, Raimondo si finge un grande appassionato di sport estremi, ma le sue mosse non vanno a buon fine.

## Presenze demoniache
La tata e Sandra rimangono chiuse sul pianerottolo per delle improvvise folate di vento. Inoltre, alcuni strani fenomeni che si realizzano in casa fanno sospettare alle donne che l'appartamento sia infestato dai fantasmi. Per risolvere la questione, le due si rivolgono alla maga Bice, un'esperta dell'occulto, la quale effettivamente rileva in casa delle presenze demoniache.

## L'uovo di Pasqua
Kate convince Sandra a presentare una rubrica di cucina per l'emittente televisiva dove lavora il suo fidanzato Ivan. Poiché la trasmissione va in onda nel periodo pasquale, Sandra consiglia a Ivan di dichiarare i suoi sentimenti per Kate inserendo un bigliettino romantico nell'uovo di Pasqua che verrà aperto durante il programma. Peccato però che anche Raimondo abbia avuto la stessa idea.

## La stangata
Giocando a carte, Sandra ha perso un'ingente somma di denaro, ma non ha detto niente a suo marito; tuttavia arriva il momento di ripagare il debito e a casa Vianello si presenta il vincitore.

## Il Pelide Achille
Raimondo decide di investire in opere d'arte. Si fa dunque portare in visione la statua di un dio greco, che però cade e va in frantumi.

## Caccia all'ufo
Il signor Bovi, vicino di casa dei Vianello, è un appassionato di ufologia e ha coinvolto nei suoi studi anche molti condomini, fra cui Sandra e la tata. Raimondo però è molto scettico ed è anche nervoso perché Bovi ha installato sulla terrazza un vero e proprio osservatorio, che gli impedisce di usufruire della parabola satellitare. Allora per vendicarsi e per divertirsi un po', Raimondo organizza una messinscena insieme ad Arturo e si traveste da alieno, manifestandosi ai condomini.

## Enoteca Vianello
Raimondo decide di aprire un'enoteca presso la sua abitazione, motivo per cui ha fatto alcuni viaggi in Francia. Sandra intanto conosce il nuovo condomino Sanvito, un finanziere, e decide di invitarlo a cena. Nello stesso tempo Raimondo decide di fare uno scherzo al portiere, donandogli alcune bottiglie di vino sfuso e facendogli credere che sia un pregiato vino francese. La tata, però, nell'apparecchiare sbaglia bottiglie e mette in tavola le bottiglie di vino sfuso al posto di quelle pregiate.

## Poeti e risparmiatori
Raimondo sta cercando di concludere un affare lavorativo con una banca che lo vuole come sponsor pubblicitario per alcuni fondi di investimento dedicati a gente anziana che si tiene ancora attiva. Nel frattempo Sandra organizza un recital di poesie scritte da lei, ma un amico le consiglia di raccontare che le poesie sono state composte da un anziano scrittore depresso.

## La cena
Eva, una giovane amica di Sandra, si sfoga con lei raccontandole i difetti di suo marito Ugo, con il quale è sposata da poco. Sandra, mossa da grande solidarietà, decide di aiutarla affinché la vita di Eva non diventi noiosa come la sua e così organizza una cena a casa sua. L'esito non è dei migliori, perché Raimondo e Ugo fanno comunella e mandano all'aria la serata in modo da guardare insieme una partita di calcio, ma Sandra non demorde e decide di organizzare un'altra cena. Per svecchiare l'atmosfera e rendere l'evento più appetibile per Ugo, la donna mette un'inserzione sul giornale cercando una coppia giovane e vivace, ma a causa di un equivoco all'annuncio rispondono due scambisti.

## Il fascino dell'oriente
Sandra è molto triste perché Gianmarco deve partire per le Filippine con la sua famiglia. Intanto, Raimondo vede per caso un'intervista televisiva di Kate dove la ragazza afferma di voler partire per un paese orientale, in quanto affascinata da certe atmosfere.

## Donne e affari
Sandra riceve a casa un'amica molto impegnata, assieme ad altri due soci, nella gestione di una piccola ditta di componenti elettronici. Raimondo decide anch'egli di entrare nel mondo degli affari come socio di una società operante anch'essa nel campo dell'elettronica. Fiutando l'affare decide di entrare in possesso di un promettente brevetto, ma deve fare i conti con Sandra.